# Alona Tamkowa
Alona Aleksandrowna Tamkowa (ros. Алёна Александровна Тамкова; ur. 30 maja 1990) – rosyjska lekkoatletka specjalizująca się w biegach sprinterskich. 
Podczas mistrzostw świata juniorów w Bydgoszczy (2008) bez sukcesów startowała w biegu na 200 metrów oraz sztafecie 4 x 100 metrów. W 2009 została wicemistrzynią Europy juniorek w biegu na 200 metrów. Wraz z koleżankami z reprezentacji sięgnęła latem 2011 po młodzieżowe mistrzostwo Europy w biegu rozstawnym 4 x 100 metrów. 
Rekordy życiowe: bieg na 100 metrów – 11,81 (29 czerwca 2010, Moskwa); bieg na 200 metrów – 23,35 (30 czerwca 2013, Żukowski); bieg na 400 metrów – 51,17 (9 lipca 2013, Kazań).